# Ebla
Ebla (Sumer: 𒌈𒆷 eb₂-la, tiếng Ả Rập: إبلا, hiện đại: تل مرديخ, Tell Mardikh) là một trong những vương quốc cổ nhất ở Syria. Tàn tích của nó ngày nay là một gò đất nằm gần làng Mardikh cách Aleppo khoảng 55 km (34 mi) phía tây nam. Ebla là một địa điểm quan trọng trong suốt thiên niên kỷ 3 TCN và trong nửa đầu thiên niên kỷ 2 TCN. Việc khám phá ra Ebla chứng minh Levant là một trung tâm văn minh cổ đại sánh ngang Ai Cập và Lưỡng Hà, đồng thời bác bỏ quan điểm cho rằng chỉ có hai nơi này mới là trung tâm quan trọng duy nhất ở Cận Đông trong giai đoạn đầu thời đại đồ đồng. Vương quốc Ebla thứ nhất cũng được ghi nhận là cường quốc đầu tiên trên thế giới.
Khởi đầu là một khu định cư nhỏ trong giai đoạn đầu Thời đại đồ đồng (khoảng năm 3500 TCN), Ebla phát triển thành một đế chế giao thương rồi trở thành cường quốc bành trướng lãnh thổ và áp đặt quyền bá chủ lên phần lớn khu vực miền bắc và miền đông Syria. Ebla bị diệt vong vào thế kỷ 23 TCN; thành phố này sau đó đã được tái thiết và nhắc đến trong các ghi chép dưới thời Triều đại thứ ba của Ur. Ebla đệ nhị kế tục vương quốc đầu tiên nhưng do triều đại mới cai trị. Vương quốc đệ nhị bị diệt vong vào cuối thiên niên kỷ 3 TCN, điều này đã mở đường cho các bộ lạc Amorite tới định cư tại nơi đây và lập nên Ebla đệ tam. Vương quốc đệ tam cũng phát triển thành một trung tâm giao thương lớn mạnh; nó là một chư hầu và đồng minh của Yamhad (Aleppo ngày nay) cho đến khi bị vua Hittite Mursili I tiêu diệt hoàn toàn vào thế kỷ 16 TCN.
Ebla duy trì sự thịnh vượng qua mạng lưới giao thương rộng lớn. Các đồ tạo tác từ Sumer, Síp, Ai Cập cho đến tận Afghanistan đã được tìm thấy trong cung điện cổ. Vương quốc có ngôn ngữ riêng là tiếng Ebla. Tổ chức chính trị Ebla khác với hình mẫu ở Sumer. Phụ nữ có đặc quyền và hoàng hậu cũng tham chính vào điều hành và hoạt động tôn giáo. Các thần điện chủ yếu thờ các thần Semit phương bắc và có những thần là đặc trưng chỉ có ở Ebla. Thành phố này bắt đầu được khai quật từ năm 1964 và nổi tiếng với các tấm bảng Ebla. Các nhà khảo cổ học đã phát hiện khoảng 20.000 tấm bảng chữ hình nêm với niên đại là vào 2350 TCN ở nơi đây. Chúng được viết bằng chữ hình nêm của cả hai ngôn ngữ là tiếng Sumer và tiếng Ebla, kho lưu trữ này mang lại hiểu biết tường tận hơn về ngôn ngữ Sumer cũng như tổ chức chính trị và phong tục tập quán của xã hội Levant giữa thiên niên kỷ 3 TCN.

## Lịch sử
Tên gọi "Ebla" có thể mang nghĩa là "đá trắng", tên gọi này có thể ám chỉ tới việc thành phố này được xây dựng trên nền đá vôi. Những cư dân đầu tiên đặt chân tới Ebla là vào khoảng năm 3500 TCN. Thành phố ngày càng phát triển nhờ vào các ngôi làng nông nghiệp lân cận. Thành phố này còn được hưởng lợi nhờ vào vai trò là điểm trung chuyển kết nối giao thương quốc tế đang ngày phát triển của nó, khởi đầu với mặt hàng sợi len cho Sumer. Các nhà khảo cổ gọi thời kỳ định cư ban đầu này là "Mardikh I" và chấm dứt vào khoảng năm 3000 TCN. Sau giai đoạn Mardikh I là thời kỳ vương quốc đệ nhất và đệ nhị tồn tại từ khoảng năm 3000 đến 2000 TCN, giai đoạn này còn được gọi là "Mardikh II". I. J. Gelb coi Ebla thuộc nền văn minh Kish của các cộng đồng dân Semit trải dài từ trung tâm Lưỡng Hà đến phía tây Levant.

### Vương quốc đệ nhất
Trong thời vương quốc đệ nhất từ khoảng năm 3000 đến 2300 TCN, Ebla là vương quốc nổi bật nhất trong số các quốc gia ở Syria, đặc biệt là trong giai đoạn nửa sau của thiên niên kỷ 3 TCN, giai đoạn này được gọi là "thời đại văn khố" với các bảng Ebla.

#### Giai đoạn đầu
Giai đoạn đầu kéo dài từ năm 3000-2400 TCN được gọi là "Mardikh IIA". Trước thời kỳ có các văn thư lưu trữ, chúng ta chỉ có thể biết được tổng quan về lịch sử thành phố nhờ vào các cuộc khai quật. Giai đoạn đầu tiên của Mardikh IIA được xác định với kiến trúc "CC", và một phần cấu trúc "G2", có vẻ như đây là cung điện hoàng gia được xây khoảng năm 2700 TCN. Vào cuối giai đoạn này, cuộc Chiến tranh kéo dài cả trăm năm với Mari đã nổ ra. Mari lúc đầu chiếm được ưu thế nhờ có vua Saʿumu chiếm được nhiều thành trì của Ebla. Tới giai đoạn giữa thế kỷ 25 TCN, vua Kun-Damu đã đem quân đánh thắng được Mari thế nhưng vương quốc lại rơi vào tình trạng suy yếu sau khi ông qua đời.

#### Thời đại văn khố

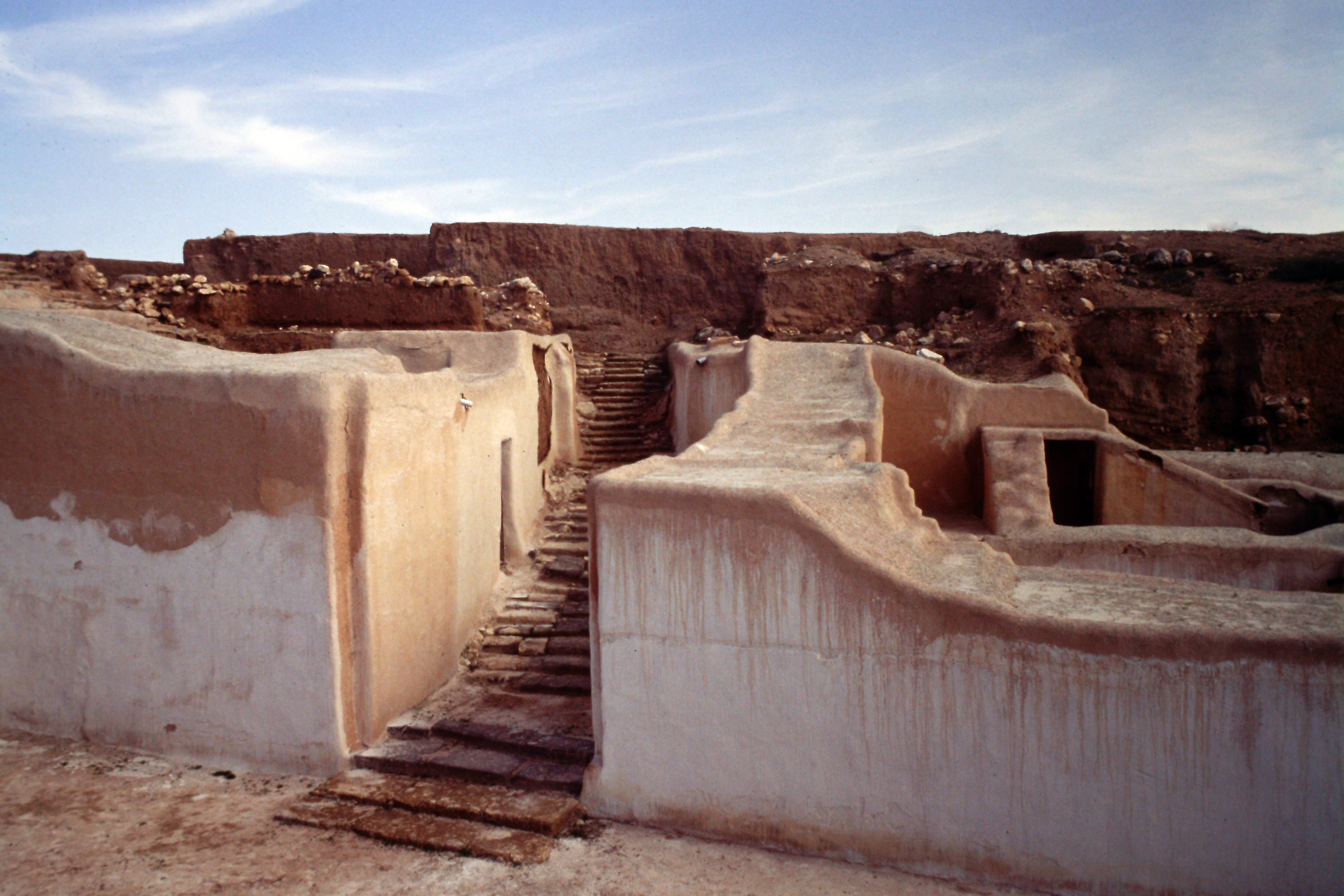
Cung điện hoàng gia "G"

Thời đại văn khố còn được gọi là giai đoạn "Mardikh IIB1", giai đoạn này kéo dài từ khoảng năm 2400 TCN cho tới tận khoảng năm 2300 TCN. Thời kỳ này kết thúc bằng "sự phá hủy đầu tiên", thuật ngữ này chủ yếu đề cập đến sự sụp đổ của cung điện (cung điện "G" được xây dựng trên "G2" trước đó) và phần lớn khu vực vệ thành. Trong suốt thời đại văn khố, Ebla đã áp đặt quyền thống trị về mặt chính trị và quân sự lên các thành phố khác ở miền bắc và miền đông Syria, chúng đều được ghi chép lại trong các văn thư lưu trữ. Hầu hết các tấm bảng thuộc giai đoạn này đều nhắc đến những vấn đề về kinh tế nhưng cũng có cả thư tín hoàng gia và ngoại giao.
Tất cả những tấm bảng này đều không thuộc giai đoạn trước thời trị vì của Igrish-Halam, khi mà Ebla còn thần phục Mari và khi vua Iblul-Il của Mari chinh phạt các thành Ebla tại khu vực miền trung lưu vực sông Euphrates. Ebla hồi phục lại sự thịnh vượng dưới thời trị vì của vua Irkab-Damu vào khoảng năm 2340 TCN và đã phản công Mari thắng lợi. Irkab-Damu đã ký kết một hòa ước về việc lập lại hòa bình và thiết lập giao thương với Abarsal; đây là một trong những hiệp ước cổ nhất còn ghi lại trong lịch sử.
Vào thời điểm bành trướng nhất, Ebla kiểm soát một khu vực với diện tích gần bằng phân nửa nước Syria ngày nay, và trải dài từ Ursa'um ở phía bắc đến khu vực xung quanh Damascus ở phía nam, từ Phoenicia và các dãy núi ven biển ở phía tây cho đến Haddu ở phía đông. Phần lớn vương quốc do vua trực tiếp quản lý thông qua các quan tổng đốc; phần còn lại là các nước chư hầu. Armi là một trong những chư hầu quan trọng nhất, vương quốc này thường được nhắc đến trong các tấm bảng Ebla. Ebla có hơn 60 chư hầu và thành bang, có thể kể đến như Hazuwan, Burman, Emar, Halabitu và Salbatu.
Chức vụ wazir giống như tể tướng trong triều, có quyền hành rất lớn.vị Wazir quyền lực nhất là Ibrium, ông ta đã đem quân tiến đánh Abarsal dưới thời vị wazir tiền triều là Arrukum. Dưới thời Isar-Damu, Ebla tiếp tục chiến tranh với Mari (thế lực này đã đánh bại đồng minh Nagar của Ebla và phong tỏa các tuyến đường giao thương giữa Ebla với khu vực miền nam Lưỡng Hà qua khu vực miền bắc Lưỡng Hà). Ebla đã phải thường xuyên mang quân trấn áp các chư hầu nổi loạn như vài lần đem quân đánh Armi hay là một chiến dịch ở khu vực phía nam Ib'al gần với Qatna. Trong cuộc chiến với Mari, Isar-Damu liên minh với Nagar và Kish. Wazir Ibbi-Sipish đã lãnh đạo quân liên minh giành thắng lợi quyết định trong trận chiến gần Terqa. Liên minh cũng đã tấn công và chiếm được Armi, con trai của Ibbi-Sipish là Enzi-Malik sau đó đã làm tổng đốc cai quản vùng này. Vài năm sau, Ebla đã phải hứng chịu sự tàn phá lần đầu tiên, có thể là sau khi Isar-Damu băng hà.

#### Lần hủy diệt đầu tiên
Ebla bị hủy diệt lần đầu tiên vào k. 2300 TCN; Cung điện "G" đã bị thiêu trụi, các văn bản bằng đất sét nằm trong văn khố hoàng gia cũng bị nung nóng và điều này giúp bảo tồn những tấm bảng này. Có nhiều giả thuyết về nguyên nhân và thủ phạm gây ra vụ cháy:

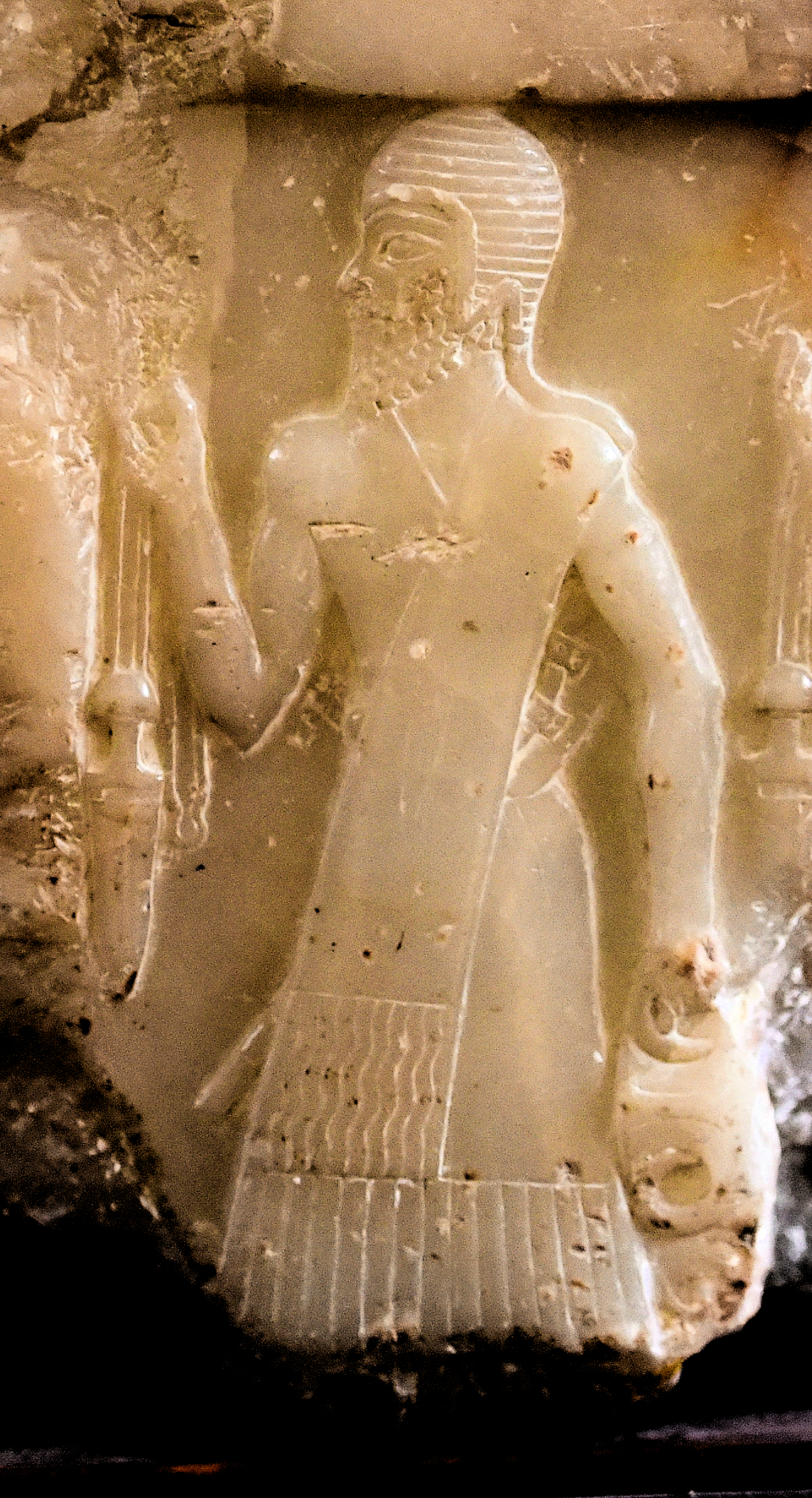
Hình ảnh chiến binh Akkad của Naram-Sin với mão trụ và trường kiếm trên tấm bia Nasiriyah. Người này cầm chiếc bình kim loại kiểu Anatolia trong tay.

- Giả thuyết ưu thế dựa theo niên đại (sớm): Giovanni Pettinato ủng hộ giả thuyết cho rằng Ebla được thành lập sớm hơn và sự hủy diệt xảy ra vào khoảng năm 2500 TCN.[note 4][53] Pettinato lúc đầu đưa ra thời điểm diễn ra sự kiện này là vào khoảng năm 2500 TCN, về sau ông ta lại chấp thuận rằng sự kiện này có thể xảy ra vào khoảng năm 2400 TCN.[note 5][54] Học giả này nêu giả thuyết cho rằng thành phố đã bị vua Eannatum của Lagash hủy diệt vào năm 2400 TCN (ông ta khoe khoang là đã nhận triều cống từ Mari) hoặc là bởi vua  Lugalzagesi của Umma (vị vua này tuyên bố là đã đặt chân đến tận Địa Trung Hải).[note 6][54]
- Giả thuyết Akkad: Cả Sargon Đại đế và cháu trai là Naram-Sin đều tuyên bố triệt hạ một thành với tên gọi Ibla.[55] Paolo Matthiae , người phát hiện ra Ebla, cho rằng nhiều khả năng Sargon là thủ phạm.[note 7][57] Ý kiến này được Trevor R. Bryce ủng hộ,[58] nhưng bị Michael Astour phản bác.[note 8][62] Cuộc chinh phục Armanum và Ebla bên bờ Địa Trung Hải của Naram-Sin được nhắc đến trong nhiều các văn bản thời đó:[63]

"Trong khi, từ khi loài người được tạo dựng, không vua nào có thể đánh được Armanum và Ebla, thần Nergal bằng vũ khí trong tay đã mở đường cho Naram-Sin, vua quyền năng, và ban Armanum và Ebla cho người. Hơn nữa, ngài còn ban Amanus, núi Tuyết tùng và biển Thượng cho người. Bằng vũ khí của thần Dagan, đấng đã tôn vinh vương quyền người, vua quyền năng Naram-Sin đã chinh phục Armanum và Ebla."— Văn bản của Naram-Sin. E 2.1.4.26

- Mari báo thù: Theo Alfonso Archi và Maria Biga, việc phá hủy xảy ra khoảng ba hoặc bốn năm sau trận Terqa.[48] Archi và Biga cho rằng việc này do Mari[48] gây ra để rửa nỗi nhục tại Terqa.[64] Quan điểm này được Mario Liverani ủng hộ.[43] Archi cho rằng vua Isqi-Mari đã tiêu diệt Ebla trước khi lên ngôi Mari.[65]
- Thảm họa tự nhiên: Ý kiến Astour lại cho là thiên tai đã gây ra đám cháy kết thúc giai đoạn văn khố.[21] Lập luận cho giả thuyết này ở chỗ chỉ có cung điện bị tàn phá, ngoài ra không có bằng chứng thuyết phục về nạn cướp bóc.[21] Ông tính mốc đám cháy xảy ra khoảng năm 2290 TCN (Trung niên đại).[66]

### Vương quốc đệ nhị
Thời kỳ vương quốc đệ nhị ứng với "Mardikh IIB2" kéo dài từ năm 2300 đến 2000 TCN. Vương quốc đệ nhị tồn tại cho đến lần hủy diệt thứ nhì xảy ra trong khoảng năm 2050-1950 TCN, với dấu mốc quy ước chính thức thường là 2000 TCN. Người Akkad dưới quyền Sargon Đại đế và hậu duệ của ông là Naram-Sin xâm lăng biên giới phía bắc Ebla nhằm vào các khu rừng trên núi Nur. Hai cuộc xâm lược cách nhau khoảng 90 năm và không sáp nhập được các khu vực này vào Akkad. Archi chấp nhận "Ibla" chép trong biên niên sử Sargon và Naram-Sin chính là Ebla nhưng không coi Akkad là nguyên nhân gây ra sự phá hủy khép lại giai đoạn văn khố. Đến thời Naram-Sin, Armi là thành thống trị ở miền bắc Syria nhưng đã bị vua Akkad tàn phá.

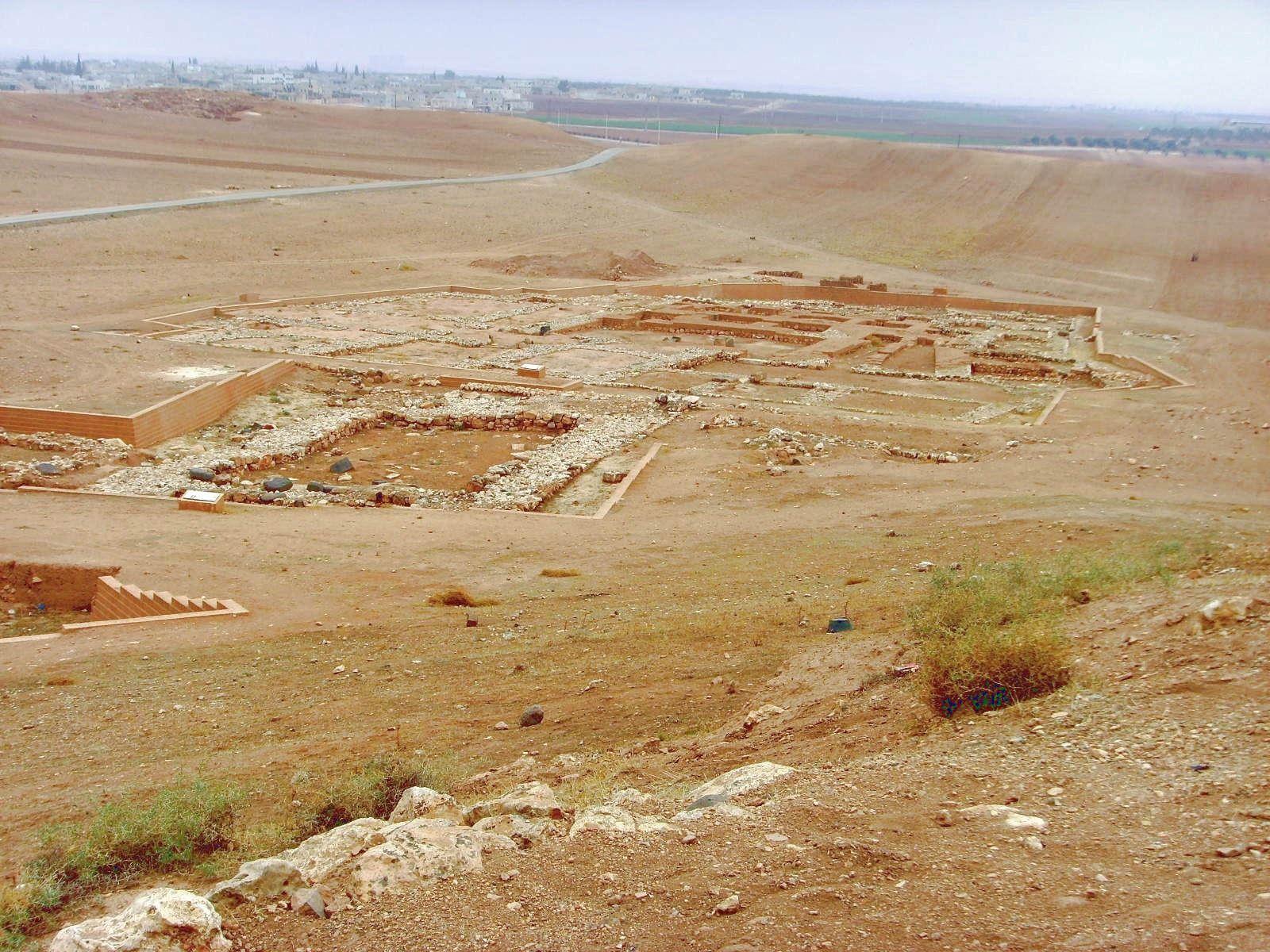
Cung điện "P5"

Một triều đại mới mang tính địa phương cai trị vương quốc Ebla đệ nhị trong sự kế thừa liên tục di sản vương quốc đầu tiên, duy trì những nét đặc trưng ban đầu như phong cách kiến trúc và tính linh thiêng của các địa điểm tôn giáo trước đó. Cung điện hoàng gia mới được xây dựng ở khu hạ thành. Có lẽ quá trình chuyển đổi giữa hai vương quốc chỉ được đánh dấu bằng việc cung điện "G" bị phá hủy. Có rất ít thông tin về vương quốc đệ nhị vì không phát hiện được văn bản nào ngoài một bản khắc có niên đại vào cuối thời kỳ này.
Vương quốc đệ nhị được chứng thực trong các nguồn tài liệu đương thời. Trong một văn bản, Gudea vua Lagash ra lệnh mang gỗ tuyết tùng về từ Urshu trong núi Ebla, cho thấy lãnh thổ Ebla gồm cả Urshu phía bắc Carchemish Thổ Nhĩ Kỳ ngày nay. Văn bản có niên đại năm thứ bảy triều Amar-Sin vua đế quốc Ur III (khoảng 2040 TCN), nhắc đến sứ thần từ Ensí ("Megum") thuộc Ebla. Vương quốc đệ nhị được coi là chư hầu của  Ur III, nhưng bản chất mối quan hệ này chưa được làm rõ dù có hình thức triều cống. Có thể việc thần phục Ur là điều kiện bắt buộc để tiến hành giao thương với đế quốc này.
Vương quốc đệ nhị tan rã vào cuối thế kỷ 21 TCN và kết thúc bằng một trận cháy, dù bằng chứng chỉ tìm thấy ngoài "Đền Đá" và quanh cung điện "E" trên đô thị thành cao. Chưa rõ nguyên nhân hủy diệt này; theo Astour, có thể là do người Hurri xâm lăng khoảng năm 2030 TCN, chư hầu của Ebla trước đây là thành Ikinkalis lãnh đạo cuộc xâm lược này. Sự hủy diệt Ebla được nhắc đến trong mảnh rời của sử thi huyền thoại Hurro-Hittite "Bài ca phóng thích" phát hiện năm 1983, Astour coi đó là nói về sự phá hủy của vương quốc đệ nhị. Trong sử thi, một người tên "Zazalla" dẫn một nhóm người Ebla ngăn vua Meki ân xá tù nhân từ chư hầu Ikinkalis trước đây, việc này chọc giận thần bão Hurri là Teshub khiến thần hủy diệt thành phố.

### Vương quốc đệ tam

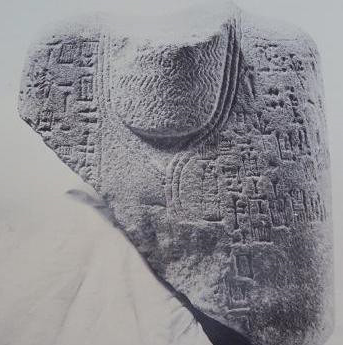
Mảnh tượng Ibbit-Lim

Vương quốc đệ tam ứng với "Mardikh III" được chia thành các giai đoạn "A" (khoảng 2000–1800 TCN) và “B” (khoảng 1800–1600 TCN). Trong giai đoạn "A", Ebla nhanh chóng được tái thiết quy hoạch lại. Nền móng bao trùm lên tàn tích Mardikh II; cung điện và đền thờ mới được xây dựng, các đồn lũy mới được dựng theo hai vòng tròn — một cho hạ thành và một cho đô thị thành cao. Nhà cửa được bố trí theo các dãy đều đặn, ngoài ra còn có các tòa nhà công cộng lớn. Đến giai đoạn "B" lại xây dựng bổ sung thêm nữa.

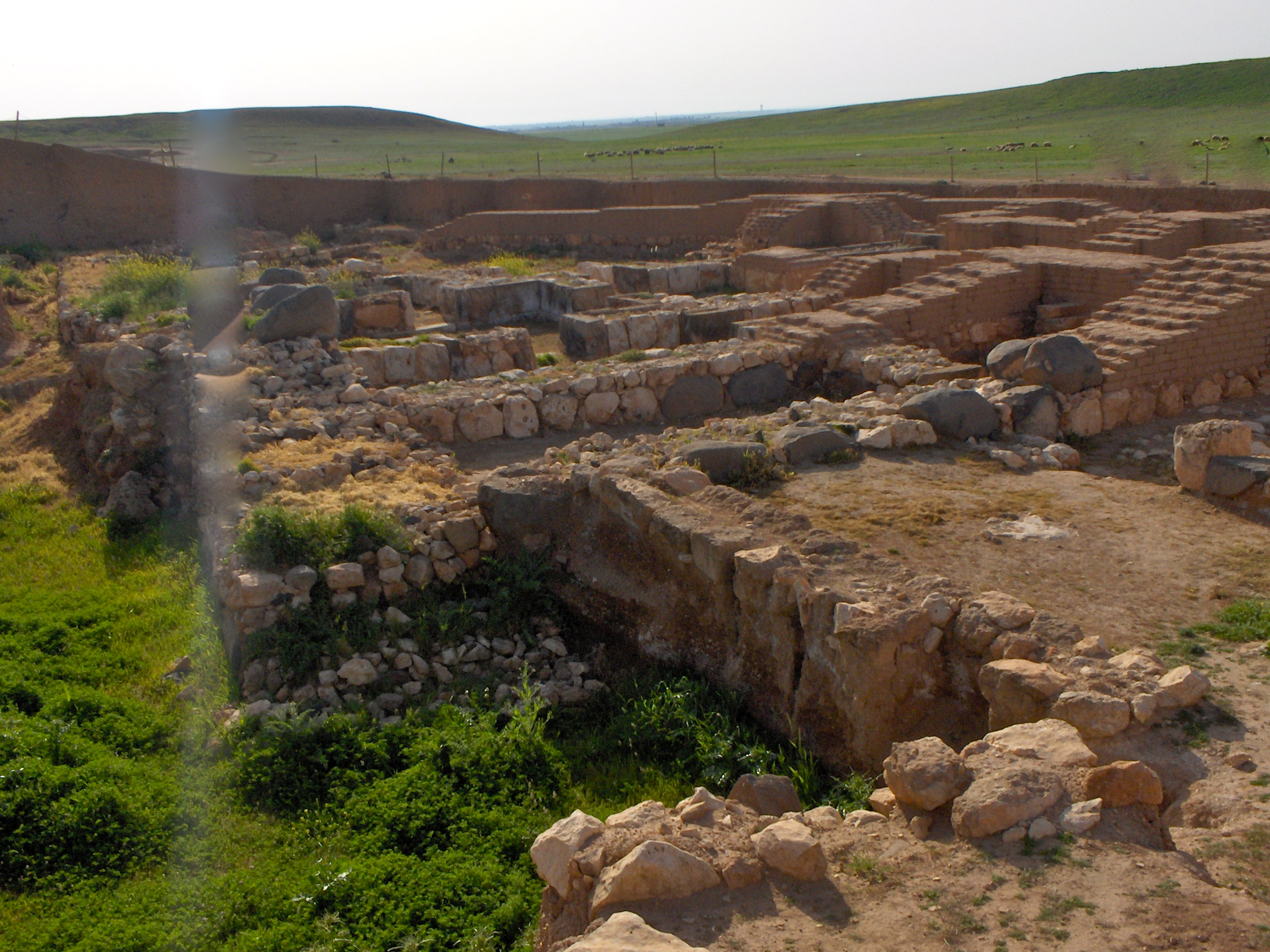
Cung điện wazir

Vị vua đầu tiên được biết đến của vương quốc đệ tam là Ibbit-Lim, người tự xưng là Mekim vua Ebla. Năm 1968 phát hiện một bức tượng thờ bằng đá bazan có mang dòng chữ của Ibbit-Lim; việc này giúp cho nhận diện tàn tích Tell Mardikh với vương quốc Ebla cổ. Pettinato cho rằng danh hiệu vua là Amorite nên có thể cư dân vương quốc đệ tam chủ yếu là người Amorite cũng như phần lớn Syria thời đó.
Vào đầu thế kỷ 18 TCN, Ebla trở thành chư hầu của Yamhad là một vương quốc người Amorite có trung tâm ở Aleppo. Thời này không có các văn bản ghi chép lại, nhưng thành phố này vẫn còn là một chư hầu dưới triều đại vua Yarim-Lim III của Yamhad. Một vị vua Ebla được biết đến trong thời kỳ này là Immeya đã nhận quà tặng từ Pharaoh Ai Cập Hotepibre, cho thấy các mối liên hệ tiếp diễn và vị thế quan trọng của Ebla. Ebla được nhắc đến trong các bảng ở một chư hầu Yamhad khác nay tại Alalakh, Thổ Nhĩ Kỳ; trong đó một công nương Ebla cưới hoàng tử con Ammitaqum vua Alalakh là một trong các chi của dòng tộc vương triều Yamhad.
Ebla bị vua Hittite Mursili I phá hủy khoảng năm 1600 TCN. Indilimma có thể là vua Ebla cuối cùng; ấn triện thái tử  Maratewari được phát hiện ở tây cung "Q". Theo Archi, sử thi "Bài ca phóng thích" mô tả sự hủy diệt của vương quốc đệ tam và lưu giữ các dữ kiện cổ xưa hơn.

### Các giai đoạn sau
Ebla không bao giờ hồi phục lại sau lần hủy diệt thứ ba. Đó là một ngôi làng nhỏ trong giai đoạn "Mardikh IV" (1600 – 1200 TCN), và được đề cập trong các ghi chép về Alalakh với tư cách là một chư hầu của triều đại Idrimi. "Mardikh V" (1200 – 535 TCN) là một thôn làng thời kỳ đồ sắt sớm, phát triển về quy mô trong các giai đoạn sau. Sự phát triển tiếp theo ở "Mardikh VI" kéo dài cho đến năm 60 SCN. "Mardikh VII" bắt đầu từ thế kỷ 3 kéo dài cho đến thế kỷ 7, sau đó thì hoang phế.

## Di chỉ

### Bố cục thành phố

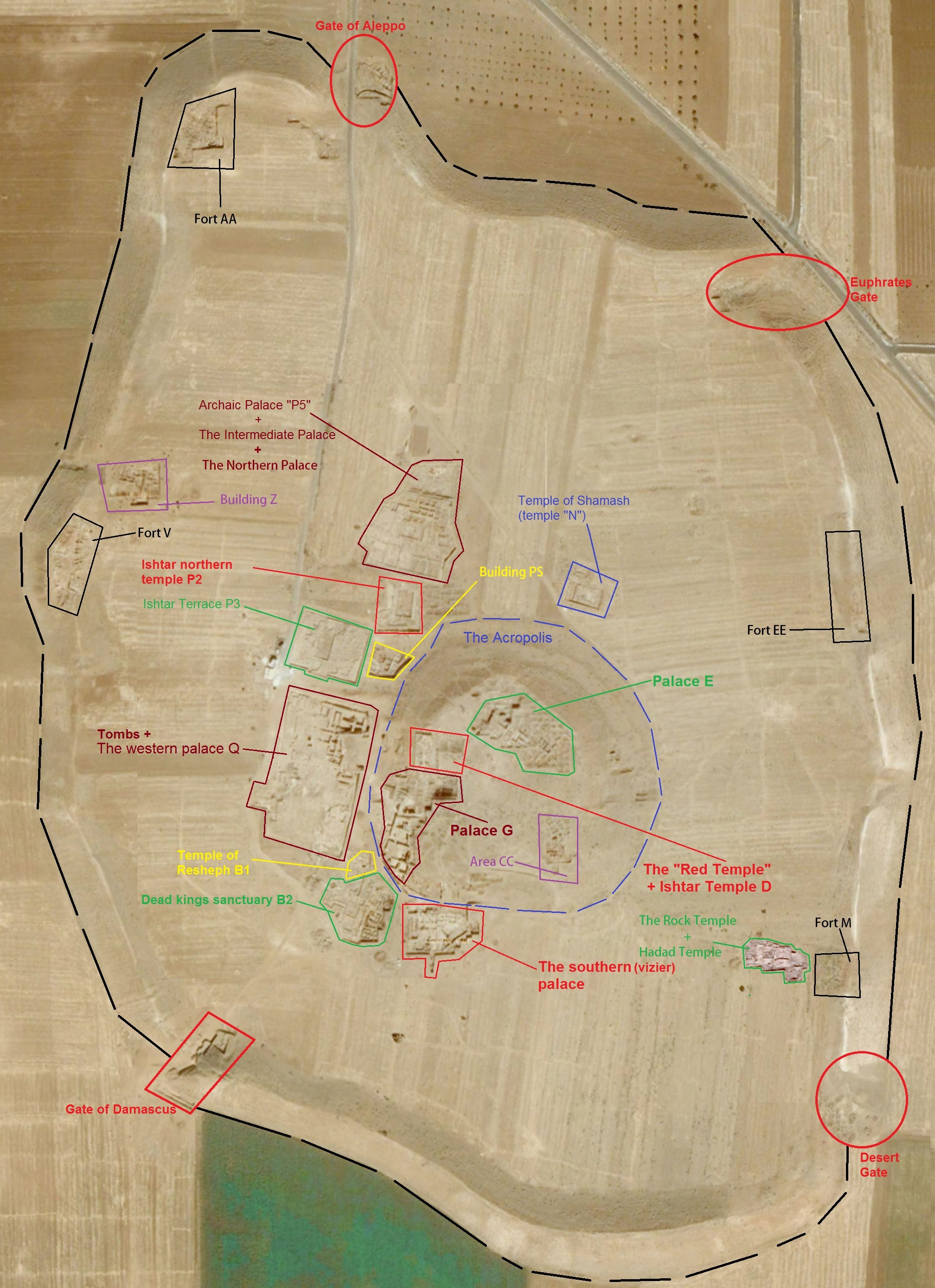
Các địa danh tại Ebla

Ebla bao gồm phần hạ thành và đô thị thành cao ở trung tâm. Trong thời vương quốc đệ nhất, thành có diện tích 56 ha và được bảo vệ bằng các đồn lũy gạch bùn. Ebla được chia thành bốn quận - mỗi quận đều có cổng riêng ở tường thành ngoại. Thành cổ bao gồm cung điện "G" của vua, và một trong hai ngôi đền hiến dâng cho thần Kura (gọi là "Đền Đỏ"). Hạ thành có ngôi đền Kura thứ hai ở phía đông nam gọi là "Đền Đá". Trong thời vương quốc đệ nhị, cung điện hoàng gia "P5" được xây ở hạ thành phía tây bắc của thành cao, và đền "D" được dựng trên nền "Đền Đỏ" đã bị phá hủy.
Trong thời vương quốc đệ tam, Ebla là một thành lớn với diện tích gần 60 ha. Thành có tường lũy vững chắc bảo vệ cùng với hệ thống cổng kép hai lớp. Thành cổ được gia cố và tách biệt khỏi phần hạ thành. Cung điện hoàng gia mới "E" được xây dựng tại khu thành cao (thời Mardikh IIIB), và đền thờ Ishtar đặt trên nền đền Đỏ và "D" trước kia (trong khu vực "D"). Hạ thành cũng được chia thành bốn quận. Cung điện "P5" hiện diện trong thời Mardikh IIIA và được thay bằng "cung điện trung kỳ" thời Mardikh IIIB.
Các kiến trúc khác thời vương quốc đệ tam gồm cả cung điện của wazir, tây cung (trong khu "Q"), đền thờ thần Shamash (đền thờ "N"), đền thờ thần Rasap (đền thờ "B1") và bắc cung (dựng trên "cung điện trung kỳ"). Ở phía bắc hạ thành, đền thờ Ishtar thứ hai được xây dựng, còn "Đền Đá" trước kia bị đền thờ thần Hadad thế chỗ.

### Nghĩa địa hoàng gia

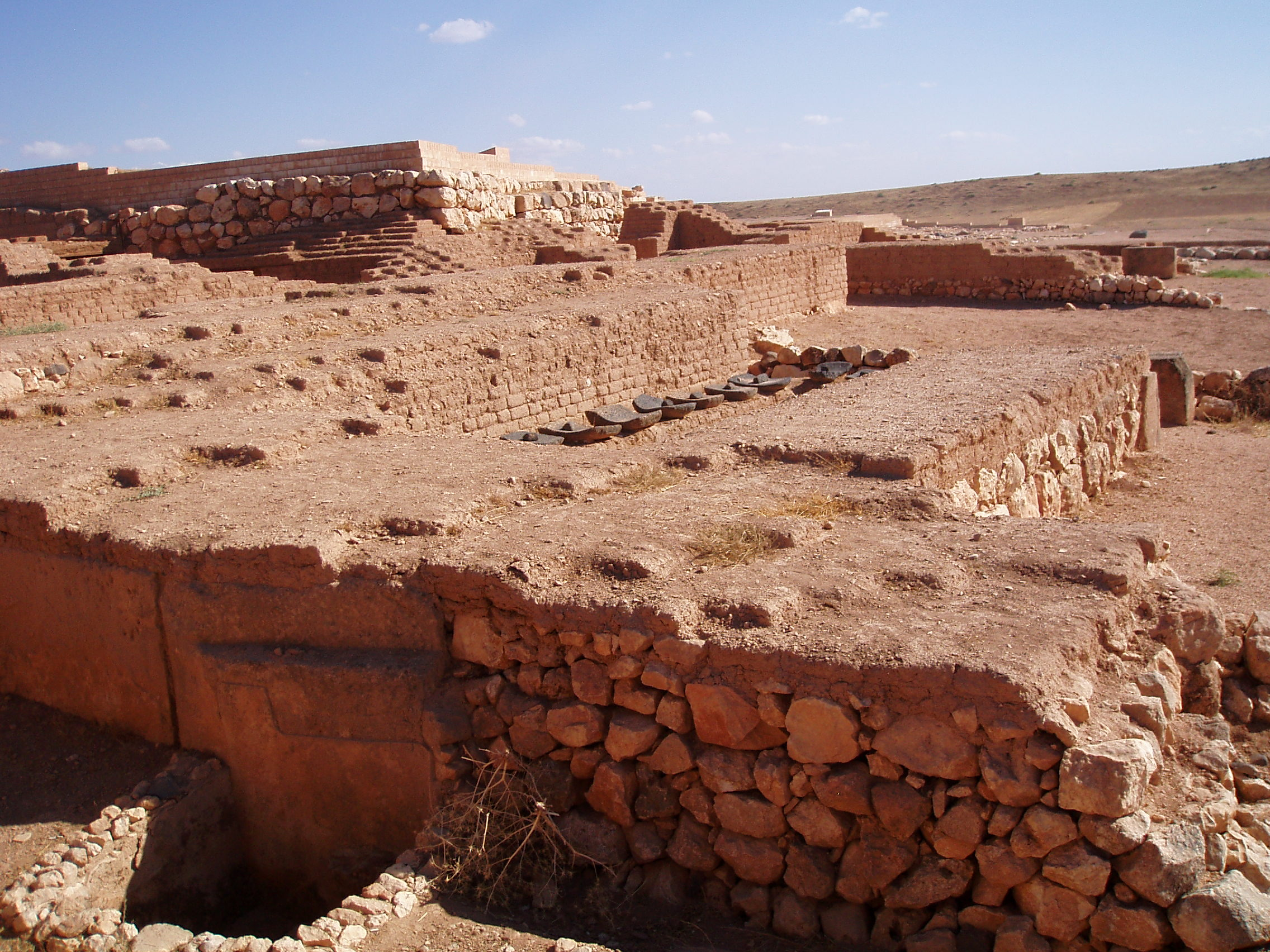
Tây cung "Q" nằm trên nghĩa địa hoàng gia

Các vua thời vương quốc đệ nhất được chôn cất bên ngoài thành. Mười vua sau cùng (cuối là Irkab-Damu) được chôn cất ở Darib, trong khi các tiên vương nằm tại lăng mộ hoàng gia ở Binas. Có duy nhất một lăng mộ hoàng gia thời vương quốc đệ nhất được phát hiện ngay tại Ebla (Hầm mộ G4). Lăng này có lẽ được xây dưới thời vua cuối cùng và có thể là dấu chỉ cho thấy Ebla du nhập truyền thống Lưỡng Hà an táng vua ngay dưới nền cung điện.
Nghĩa địa hoàng gia thời vương quốc đệ tam được phát hiện bên dưới tây cung Q; gồm nhiều hầm mộ nhưng chỉ khai quật ba mộ. Mộ là các hang động tự nhiên dưới nền móng cung điện; tất cả đều có niên đại từ thế kỷ 19-18 TCN và cấu trúc giống nhau, gồm một lối vào nối qua hành lang tới các phòng an táng.

#### Hầm mộ G4
Lăng mộ hoàng gia phát hiện tại cung điện G được gọi là Hầm mộ G4 (hypgeum G4); niên đại thuộc giai đoạn văn khố, có thể là đời vua Isar-Damu. Mộ bị hư hại nặng nề; hầu hết đá đã long ra và phần mái không còn gì hết. Trong mộ cũng không có hài cốt hoặc đồ tùy táng, dẫn đến giả thuyết đã bị đào trộm hoặc không dùng đến hay chỉ là mộ vinh danh (cenotaph).
Được khai quật từ năm 1992 đến 1995, hầm mộ nằm bên dưới khu vực phía tây của cung điện ở độ sâu gần 6 mét. Mộ gồm hai phòng thông nhau trên nền đá vôi. Cả hai phòng đều có dạng hình chữ nhật; phòng phía đông (L.6402) rộng 4 mét, dài hơn 3,5 mét (chưa rõ tổng chiều dài do hư hỏng nặng) theo hướng đông tây. Phòng phía tây (L.5762) dài 5,20 mét, rộng 4 mét cũng hướng đông tây. Đá vôi dùng để xây tường và các khối nhô ra hướng về giữa phòng cho thấy có thể mái có dạng vòm cung nhọn.

#### Lăng mộ tây cung

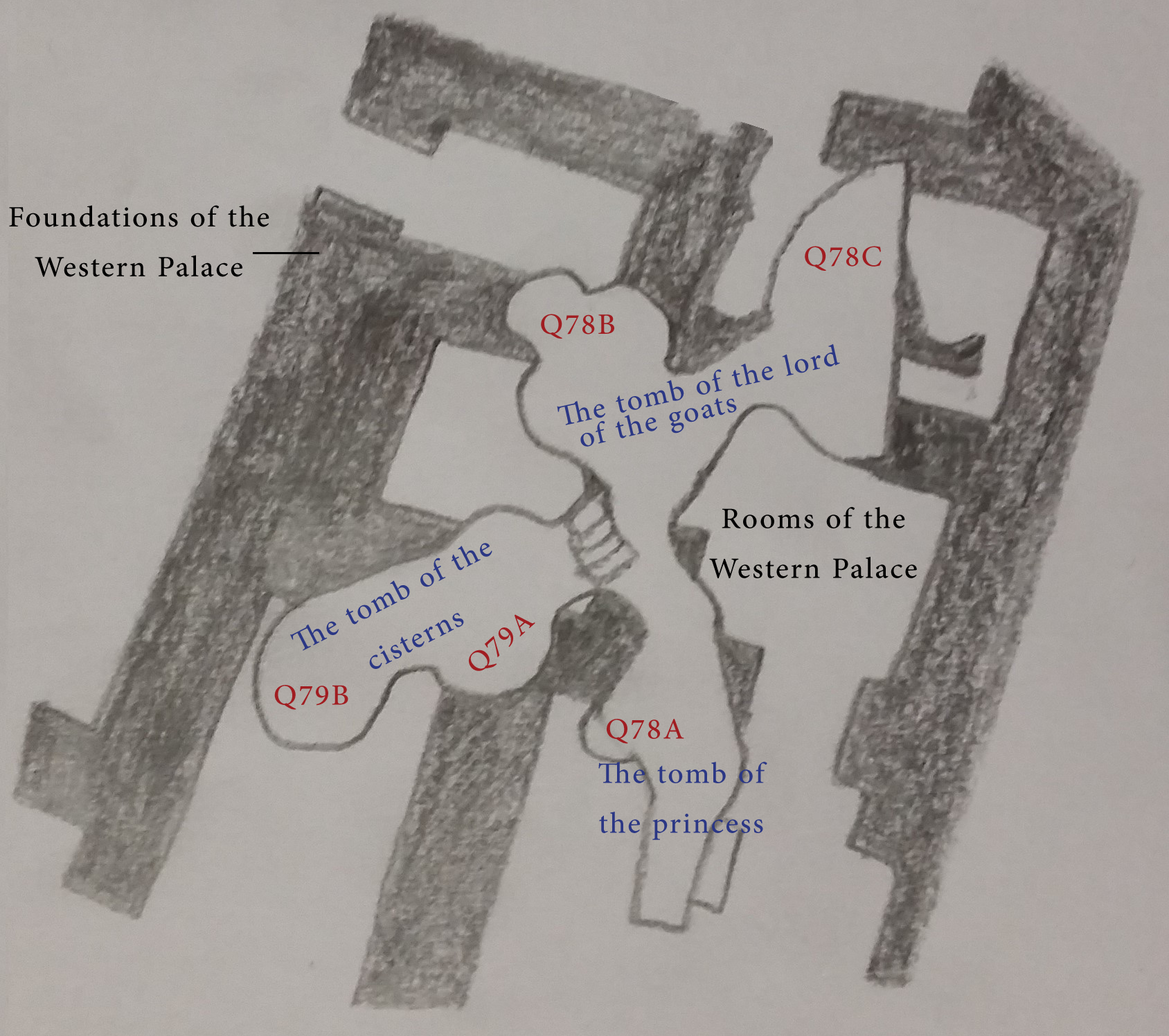
Sơ đồ lăng mộ tây cung

- Mộ công nương: có niên đại khoảng năm 1800 TCN, là ngôi mộ cổ nhất và nhỏ nhất trong những mộ thời vương quốc đệ tam đã được phát hiện.[127][132] Mộ được khai quật năm 1978,[132] bên trong có hài cốt một phụ nữ trẻ nên được đặt tên như vậy.[133] Hành lang có bậc cắt thẳng lên nền đá một phần, còn lại thì lát thêm đá. Bậc dẫn đến phòng an táng, cấu trúc này là do mở rộng hang động tự nhiên.[134] Đây là ngôi mộ duy nhất không bị đào bới;[135] bên trong vẫn còn trang sức và đồ tùy táng quý giá.[136]
- Mộ bể chứa: mộ này hư hại nhất trong toàn bộ nghĩa địa.[127] Mộ chứa đến hai phòng an táng, phòng xây trước (Q79A) có niên đại cùng thời với mộ công chúa và bị hư hại nặng khi được tái sử dụng, một hành lang mới đè lên ngay vị trí Q79A (dẫn đến phòng Q79B về sau) vào cuối thế kỷ 17 TCN.[134] Đây có lẽ là nơi an nghỉ của một vị vua; quyền trượng ngắn (biểu tượng cho quyền lực hoàng gia) được phát hiện ở Q79A.[134]
- Mộ chúa dê: mộ lớn nhất trong nghĩa địa, gồm hai phòng đặt dưới và đi xuống qua một trục thẳng đứng.[134] Không rõ về chủ nhân ngôi mộ, các nhà khảo cổ đặt tên như vậy vì trong đó có một chiếc ngai trang trí với đầu dê bằng đồng.[137] Trong mộ còn tìm thấy một cốc bạc có khắc tên vua Immeya, rất có thể đó là người được táng ở đây.[138]

## Chính quyền
Chính quyền vương quốc đệ nhất gồm vua (được tôn là Malikum) và đại wazir đứng đầu hội đồng nguyên lão (Abbu) và bộ máy hành chính. Vương quốc đệ nhị cũng có chế độ quân chủ nhưng ít được biết đến vì thiếu các văn bản ghi chép lại. Vương quốc đệ tam là chế độ quân chủ thành bang, chư hầu dưới quyền Yamhad.

### Bộ máy hành chính của vương quốc đệ nhất
Hoàng hậu chia sẻ việc điều hành vương quốc với vua. Thái tử tham gia nội chính còn nhị hoàng tử đảm nhiệm đối ngoại. Hầu hết công việc kể cả quân đội đều qua tay wazir và bộ máy hành chính gồm 13 chức sắc triều đình — mỗi người quản lý 400 đến 800 người dưới tạo nên bộ máy hành chính 11.700 người. Hạ thành được chia bốn, mỗi khu do một giám trưởng quản lý cùng nhiều phó quan. Để kiểm soát lợi ích hoàng tộc, vua bổ nhiệm các vụ (mashkim), thu trữ (ur) và sứ giả (kas).

#### Đơn vị hành chính
Nhiều vương quốc chư hầu phụ thuộc vào Ebla nhưng đều có vua riêng (En). Các vua đó có quyền tự chủ cao, chỉ phải cống nạp và hỗ trợ quân binh cho Ebla. Trung tâm hành chính ở kinh đô gọi là "SA.ZA"; gồm cung điện hoàng gia, kho chứa và một số đền thờ. Vùng bên ngoài tường thành kinh đô trong các văn bản Ebla được gọi là "uru-bar" (ngoại thành). Các làng và thành trực thuộc trung ương sẽ nhận quyền quản lý trực tiếp từ kinh đô hoặc đặt các chức quan cai quản. Chức danh hành chính không phân định rõ ràng trách nhiệm và quyền hạn vì mỗi thành đều có truyền thống chính trị riêng.
- Lugal: ở Lưỡng Hà, lugal chỉ về vua nhưng đối với Ebla, từ này chỉ về quan tổng đốc trực thuộc quyền kinh đô.[143] Chức vụ này nằm trong bộ máy hành chính Ebla nhưng không được diễn giải rõ ràng. Lugal nằm dưới quyền đại wazir,[144] họ cai quản các thành dưới danh nghĩa kinh đô và phải chuyển hàng hóa về kho chứa của Ebla.[141] Pettinato đếm được 14 lugal khác nhau trong các văn bản hành chính Ebla nên suy ra vương quốc được chia làm 14 đơn vị; hai trong số đó nằm ở kinh đô, phần còn lại chia làm 12 đơn vị trên khắp vương quốc.[145]
- Ugula: có thể tạm dịch là tổng quản; một số ugula cai trị độc lập hoặc đại diện cao nhất của một bộ tộc.[146] Nhiều thành bổ nhiệm ugula làm người đứng đầu như thành Darum chẳng hạn.[141]

#### Khôra
Các vùng nằm dưới quyền trực tiếp của vua có ý nghĩa quan trọng về kinh tế đối với kinh đô được các nhà khảo cổ học gọi là "khôra". Rất khó xác định được quy mô các vùng như vậy và cho cả lãnh thổ vương quốc vì liên tục có chiến tranh bành trướng. Các khôra mới thường xuyên được sáp nhập, một số thì vua sẽ cai quản trực tiếp, một số lại tiếp tục dưới danh nghĩa chư hầu tự chủ.
Nói chung, khôra là vùng trực thuộc cơ bản đóng góp kinh tài cho kinh đô, gồm các thành và làng mạc mà vua và wazir đặt cung điện, nơi có điện thờ các thần bảo hộ hoàng gia, nơi diễn ra nghi thức tế lễ hoàng gia, và các thành khác như nơi vận chuyển vải dệt. Khôra trải rộng 3.000 km² từ tây sang đông gồm cả đồng bằng phía đông Jabal Zawiya, đầm Maṭkh, núi al-Hass và núi Shabīth. Các khu vực tiếp giáp với khôra như al-Ghab, al-Rouge và al-Jabbul có liên hệ văn hóa gần gũi với khôra.

## Con người, ngôn ngữ và văn hóa

### Vương quốc đệ nhất và đệ nhị

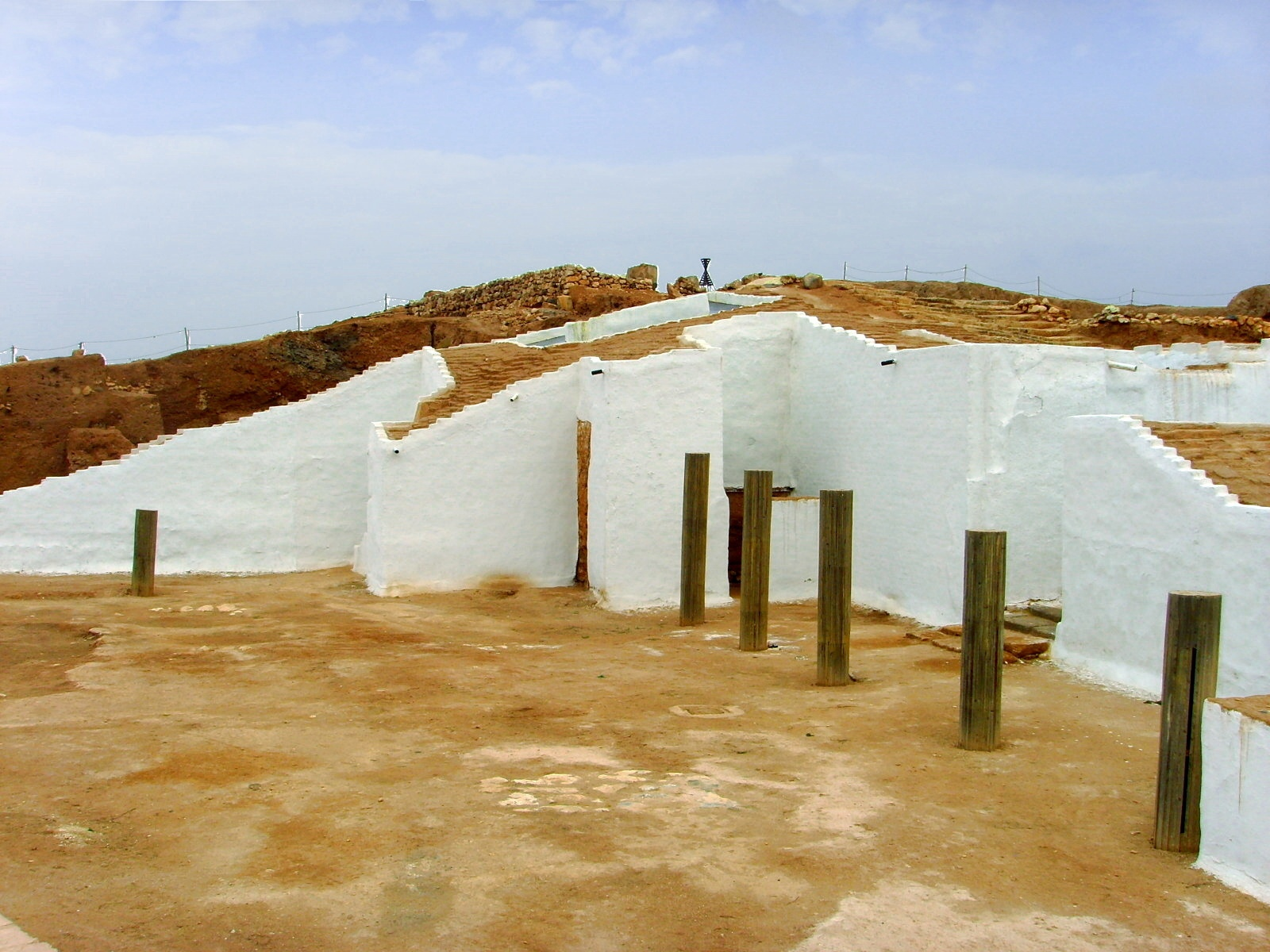
Sân cung điện hoàng gia "G"

Các giai đoạn Mardikh II chia sẻ chung một nền văn hóa. Ước lượng dân số Ebla thời Mardikh IIB1 rơi vào khoảng 40.000 ở kinh đô và hơn 200.000 trên toàn bộ vương quốc. Dân cư Ebla thời Mardikh II chủ yếu là người Semit, có quan hệ gần gũi với các sắc tộc Semit tây bắc lân cận như người Amorite. Giovanni Pettinato cho rằng tiếng Ebla, một trong những ngôn ngữ Semit cổ nhất được chứng thực, thuộc nhóm ngôn ngữ Semit Tây; Gelb và một số nhà nghiên cứu khác lại cho rằng nó thuộc nhóm Đông Semit, gần hơn với tiếng Akkad. Đồng thuận hàn lâm coi tiếng Ebla thuộc hệ Đông Semit, nhưng biểu hiện đặc điểm của cả Đông lẫn Tây Semit.
Ebla là nơi tổ chức nhiều lễ hội tôn giáo và xã hội, đơn cử như lễ tân vương đăng cơ kéo dài vài tuần. Lịch Ebla dựa trên năm chí tuyến, chia làm 12 tháng. Người ta đã phát hiện hai loại lịch được dùng tại đây: "lịch cũ" dưới thời Igrish-Halam và "lịch mới" do wazir Ibbi-Sipish đưa ra. Tên các tháng trong lịch vinh danh các vị thần; ví dụ, tháng đầu tiên trong lịch mới là "Itu be-li", nghĩa đen là "tháng của chúa". Các năm đều được đặt tên thay vì gán số.
Phụ nữ Ebla được trả công ngang với nam giới, đồng thời được phép đảm nhận các chức vụ và tham chính vào hệ thống công quyền. Giống ngựa Kunga tại đây được nhập từ Nagar. Những con vật này được dùng để kéo xe cho hoàng tộc và quan chức cao cấp, cũng như làm lễ vật ngoại giao cho các thành đồng minh. Dân cư nơi đây không tập trung quanh cung điện và đền thờ như ở các vương quốc Lưỡng Hà khác. Cung điện Ebla được thiết kế quanh sân chung trong thành, mở cửa về các lối trong thành để dân chúng dễ dàng tiếp cận. Điều này trái ngược với các cung điện Lưỡng Hà giống như thành thường có lối vào hẹp và từ sân chung rất khó vào. Âm nhạc đóng vai trò quan trọng trong đời sống xã hội Ebla; nhạc công có thể là người trong thành hoặc được thuê từ các thành khác như Mari. Những người diễn trò nhào lộn thường được thuê từ Nagar, nhưng số lượng về sau giảm dần, chỉ giữ lại một số ít để dạy nhào lộn lại cho dân trong thành.

### Vương quốc đệ tam
Cư dân của thành phố vào giai đoạn Mardikh III chủ yếu là người Amorite gốc Semit. Người Amorite vốn được nhắc đến trong các bảng thời vương quốc đệ nhất như là dân lân bang hoặc thôn dân nhưng đã thống trị Ebla sau khi vương quốc đệ nhị bị hủy diệt. Giai đoạn này chứng kiến việc xây dựng gia tăng thêm nhiều như các cung điện, đền thờ và đồn lũy mới. Người Amorite Ebla thờ đa thần giống như các thời kỳ trước đó và duy trì sự thiêng liêng cho trung tâm thành. Biểu tượng  và hệ tư tưởng hoàng gia thời vương quốc đệ tam chịu ảnh hưởng của văn hóa Yamhad. Vương quyền được cho là từ các thần Yamhad ban xuống thay vì thần Ishtar của Ebla trước kia, điều này được thể hiện rõ qua ấn triện thời Indilimma.

## Kinh tế
Thời vương quốc đệ nhất, cung điện kiểm soát nền kinh tế nhưng các gia tộc giàu có tự quyết tài chính của mình mà không có sự can thiệp của chính quyền. Hệ thống kinh tế theo hình thức tái phân phối; cung điện phát lương thực cho gia nhân thường trực hoặc theo mùa. Ước tính có khoảng 40.000 nhân công trong hệ thống này, nhưng nhìn chung không giống như ở Lưỡng Hà, đất đai trong làng vẫn thuộc sở hữu riêng, dân chúng chỉ phải nộp một phần lợi tức thường niên cho cung điện. Nông nghiệp chủ yếu là chăn nuôi; cung điện sở hữu những đàn gia súc lớn. Dân trong thành có khoảng 140.000 cừu và dê, khoảng 9.000 gia súc lớn khác.
Sự thịnh vượng của Ebla bắt nguồn từ mậu dịch; mức độ giàu có sánh ngang với các thành Sumer trọng yếu. Đối trọng mậu dịch chính là Mari. Các mặt hàng chủ yếu ở Ebla có lẽ là gỗ đốn từ núi xung quanh và vải dệt. Hàng thủ công dường như cũng là xuất khẩu chính, với số lượng lớn bằng chứng thu được từ các cung điện trong thành. Ebla phát triển mạng lưới thương mại rộng khắp đến tận Afghanistan ngày nay. Vải dệt được chuyển đến Cyprus, có thể qua cảng Ugarit. Nhưng hầu hết hoạt động buôn bán dường như thực hiện bằng thuyền theo sông đến Lưỡng Hà (chủ yếu là Kish). Các hiện vật có niên đại từ Ai Cập cổ đại ghi tên của các Pharaoh Khafre và Pepi I được tìm thấy trong cung điện G.
Ebla tiếp tục là một trung tâm mậu dịch vào thời vương quốc đệ nhị, bằng chứng là các thành tồn tại xung quanh và cũng sụp đổ đồng thời cùng thành phố. Mậu dịch vẫn là hoạt động kinh tế chính của vương quốc Ebla đệ tam; các phát hiện khảo cổ cho thấy có những trao đổi với Ai Cập và các thành Syria bên bờ biển như Byblos.

## Tôn giáo
Ebla là một vương quốc đa thần. Thời vương quốc đệ nhất, người Ebla thờ cúng các vị vua đã qua đời. Thần điện đầu tiên dựng các vị thần theo cặp. Các cặp thần Ebla có thể xếp vào ba loại. Loại phổ biến nhất là cặp thần vợ chồng. Loại thứ nhì là các cặp cùng chung một kỳ tích, như cùng với nhau tạo ra vũ trụ giống như thần thoại Ai Cập và Lưỡng Hà. Loại thứ ba là một thần duy nhất nhưng có hai tên gọi. Người Ebla thờ một số thần Lưỡng Hà, một số thần Semit Tây Bắc là đặc trưng duy nhất ở Ebla. Loại cặp thần thứ nhất tiêu biểu có Nidakul (thần riêng chỉ có ở Ebla) và vợ là Belatu ("vợ người"); Rasap và Adamma; thần bảo hộ thành Kura (cũng là đặc trưng của Ebla) và vợ là Barama. Loại thứ ba có thần nghệ nhân Kamish/Tit, Kothar-wa-Khasis và sao Kim đại diện bởi thần núi đôi: Shahar là sao Hôm và Shalim là sao Mai.
Vương quốc đệ nhất thờ nhiều thần khác như nữ thần Syria Ishara được cả hoàng gia thờ phụng. Ishtar cũng được thờ nhưng chỉ được nhắc đến có 5 lần trong danh sách tế lễ hàng tháng, trong khi Ishara quan trọng hơn nhiều, tên thần xuất hiện đến 40 lần. Các thần khác như Damu; thần Lưỡng Hà Utu; Ashtapi; Dagan; Hadad (Hadda) và vợ là Halabatu ("nữ Halab"); và Shipish, nữ thần mặt trời có đền thờ riêng để cúng bái. Bốn cổng thành được đặt theo tên các thần Dagan, Hadda, Rasap và Utu, chỉ không rõ mỗi cổng ứng với tên nào. Nhìn chung, danh sách tế lễ đề cập đến khoảng 40 thần được dâng tế.
Thời vương quốc đệ tam, người Amorite thờ các thần Semit phương bắc thường thấy; các thần Ebla đặc trưng đã biến mất. Hadad là vị thần quan trọng nhất, còn Ishtar thay thế Ishara giữ vai trò trọng yếu trong thành bên cạnh Hadad.

### Giả thuyết liên hệ với Kinh Thánh
Khi bắt đầu quá trình giải mã văn tự, Pettinato tuyên bố về mối liên hệ khả dĩ giữa Ebla và nội dung trong Kinh Thánh,  trích dẫn thông tin từ các bảng về sự tồn tại của Yahweh, các Tổ phụ, Sodom và Gomorrah và các chuyện khác trong Kinh Thánh. Ban đầu, giới truyền thông khá hào hứng về mối liên hệ này  dựa trên phỏng đoán và suy đoán sơ bộ của Pettinato và những người khác. Nhưng giờ đây, các ý kiến này không được nhìn nhận nữa và đồng thuận về mặt học thuật cho là Ebla "không liên quan đến các tiểu tiên tri, tính chính xác lịch sử của các Tổ phụ trong Kinh Thánh, sự thờ phượng Yahweh, hoặc Sodom và Gomorrah". Trong các nghiên cứu về Ebla, trọng tâm không còn đối chiếu với Kinh Thánh và Ebla hiện được coi là một nền văn minh đúng nghĩa. Các tuyên bố đã dẫn đến tranh luận cá nhân và học thuật gay gắt giữa các học giả tham gia, cũng như tồn tại ý kiến cho là có sự can thiệp chính trị của chính quyền Syria.

## Khám phá
Năm 1964, các nhà khảo cổ Ý từ Đại học La Sapienza ở Roma dưới sự chỉ đạo của Paolo Matthiae bắt đầu khai quật Tell Mardikh. Năm 1968, họ phục hồi một bức tượng nữ thần Ishtar, trên có tên Ibbit-Lim là vua Ebla. Điều này giúp nhận diện thành phố, vốn được nhắc đến từ lâu qua các văn tự Lagash và Akkad. Trong thập kỷ tiếp theo, nhóm nghiên cứu phát hiện ra một cung điện (cung điện G) có niên đại khoảng năm 2500 - 2000 TCN. Trong cung điện, tìm thấy một vật điêu khắc nhỏ bằng vật liệu quý là đá đen và vàng. Các đồ tạo tác khác gồm đồ nội thất bằng gỗ khảm xà cừ và các tượng ghép từ đá màu. Một chiếc bát bằng bạc mang tên vua Immeya được tìm thấy từ "Mộ chúa dê", cùng với đồ trang sức Ai Cập và một chiếc chùy nghi lễ Ai Cập do pharaoh Hotepibre tặng.
Khoảng 17.000 mảnh vỡ các bảng chữ hình nêm đã được phát hiện. Khi ghép lại thu được 2.500 bảng hoàn chỉnh tạo nên một kho lưu trữ lớn nhất từ thiên niên kỷ 3 TCN. Khoảng 80% các bảng có chữ viết Sumer phổ biến kết hợp giữa các ngữ tố và ký hiệu phiên âm. Các bảng còn lại sử dụng chữ hình nêm Sumer để diễn âm một ngôn ngữ Semit cổ trước đó chưa từng được biết đến gọi là "tiếng Ebla". Một số bảng liệt kê các từ vựng song ngữ Sumer-Ebla giúp diễn dịch được nội dung. Các bảng cung cấp nhiều thông tin quan trọng về đời sống văn hóa, kinh tế và chính trị ở miền bắc Lưỡng Hà khoảng giữa thiên niên kỷ 3 TCN. Chúng giúp chúng ta có cái nhìn sâu sắc về đời sống cư dân thường ngày, thuế má, từ điển Sumer-Ebla, quan hệ ngoại giao với các nhà cầm quyền xung quanh, lời khuyên dạy, khúc ca và thần thoại.

### Thư viện
Các bảng bốn nghìn năm tuổi tạo thành một trong những kho lưu trữ và thư viện lâu đời nhất từng được phát hiện; trong đó có bằng chứng cho thấy thư tịch được sắp xếp và thậm chí phân loại. Những bảng lớn hơn nguyên thủy được đặt trên kệ nhưng bị đổ xuống sàn khi cung điện bị phá hủy. Vị trí các bảng khi khai quật cho phép xác định lại lúc ban đầu chúng ở đâu trên kệ. Từ đó dẫn đến phát hiện các bảng được sắp xếp trên kệ theo chủ đề.
Các cuộc khai quật Sumer trước đó không ghi nhận được điều này. Cách thức sắp xếp phức tạp dựa trên nội dung văn bản chứng tỏ về hoạt động lưu trữ và thư viện cổ xưa, có thể lâu đời hơn nhiều so với chính thư viện Ebla. Phần lớn các bảng lưu giữ nội dung tự điển là bằng chứng cho thấy chúng phục vụ cho một nhu cầu thư viện nhất định chứ không phải đơn thuần cho vua chúa và bộ máy hành chính. Các bảng cho thấy bằng chứng về quá trình phiên âm thuở sơ khai sang ngoại ngữ và chữ viết, phân loại và biên mục dễ tiếp cận hơn, cùng sự sắp xếp theo kích cỡ, hình thức và nội dung. Do đó, các bảng Ebla thêm cho giới học giả những hiểu biết mới về nguồn gốc hoạt động thư viện đã tồn tại 4.500 năm trước.

### Di sản
Vương quốc Ebla đệ nhất là một ví dụ về các quốc gia tập quyền có từ sớm ở Syria và được các học giả coi là một trong những đế chế sớm nhất. Các học giả như Samuel Finer và Karl Moore coi đây là thế lực hùng mạnh đầu tiên được ghi nhận trên thế giới. Việc phát hiện Ebla làm thay đổi quan điểm trước đây coi lịch sử Syria chỉ như một cầu nối giữa Lưỡng Hà và Ai Cập mà chứng minh rằng bản thân khu vực này đã là một trung tâm nền văn minh đúng nghĩa.

## Nội chiến Syria
Do Nội chiến Syria, việc khai quật Ebla phải ngưng lại vào tháng 3 năm 2011. Đến năm 2013, khu vực nằm dưới sự kiểm soát của nhóm vũ trang đối lập Arrows of the Right (Mũi tên lẽ phải). Họ đã lợi dụng địa hình cao này để quan sát đề phòng các cuộc không kích của chính phủ và cố gắng bảo vệ địa điểm đó khỏi bị cướp phá. Kẻ trộm đào nhiều đường hầm và phát hiện hầm mộ đầy hài cốt. Hài cốt bị chúng xới tung và vứt bỏ để tìm của quý. Bên cạnh việc khai quật của quân nổi dậy, dân làng gần đó cũng đào bới tìm đồ vật có giá trị. Một số còn dỡ đất về làm lớp gốm cho lò nướng bánh từ đường hầm.
Ngày 30 tháng 1 năm 2020, quân đội Syria chiếm giữ địa điểm cùng các làng phụ cận trong cuộc tấn công Tây Bắc Syria lần thứ 5.

### Trích dẫn
1. ↑  The Open Richly Annotated Cuneiform Corpus.
2. ↑  Dolce 2010, tr. 248.
3. ↑  Matthiae 2013, tr. 182.
4. 1 2 3 4  Hamblin 2006, tr. 241.
5. ↑  Shaw 1999, tr. 211.
6. ↑  Leick 2009, tr. 54.
7. 1 2 3 4 5  Matthiae 2013, tr. 37.
8. ↑  Van De Mieroop 2002, tr. 133.
9. 1 2 3  Wright 2004, tr. 173.
10. ↑  Ökse 2011, tr. 268.
11. ↑  Dolce 2010, tr. 250.
12. ↑  Dolce 2010, tr. 247.
13. ↑  Dolce 2010, tr. 246.
14. ↑  Dolce 2008, tr. 66.
15. ↑  Nadali 2007, tr. 349.
16. 1 2  Astour 2002, tr. 79.
17. ↑  Liverani 2013, tr. 119.
18. 1 2  Dolce 2008, tr. 68.
19. 1 2 3  Matthiae 2013, tr. 38.
20. ↑  Astour 1992, tr. 19.
21. 1 2 3 4  Astour 2002, tr. 74.
22. ↑  Pettinato 1981, tr. 105.
23. ↑  Bryce 2014, tr. 15.
24. ↑  Tonietti 2010, tr. 69.
25. 1 2  Nadali 2007, tr. 350.
26. ↑  Roux 1992, tr. 200.
27. ↑  Feliu 2003, tr. 40.
28. ↑  Podany 2010, tr. 24.
29. 1 2  Cooper 2006, tr. 64.
30. 1 2 3  Archi 2011, tr. 5.
31. ↑  Neff 2014, tr. 14.
32. 1 2 3 4  Hamblin 2006, tr. 242.
33. 1 2 3  Astour 2002, tr. 101.
34. ↑  Tubb 1998, tr. 39.
35. ↑  Aubet 2001, tr. 18.
36. 1 2  Astour 1981, tr. 4.
37. 1 2  Cooper 2010, tr. 89.
38. ↑  Pettinato 1991, tr. 135.
39. 1 2 3  Otto & Biga 2010, tr. 486.
40. ↑  Astour 2002, tr. 66.
41. ↑  Astour 2002, tr. 83.
42. ↑  Astour 2002, tr. 59.
43. 1 2 3 4 5  Liverani 2013, tr. 123.
44. ↑  Otto & Biga 2010, tr. 484.
45. ↑  Otto & Biga 2010, tr. 485.
46. ↑  Liverani 2013, tr. 121.
47. ↑  Podany 2010, tr. 57.
48. 1 2 3 4  Biga 2014, tr. 103.
49. ↑  Stieglitz 2002, tr. 219.
50. ↑  Ristvet 2014, tr. 54.
51. ↑  McKeon 1970, tr. 239.
52. 1 2  Astour 2002, tr. 63.
53. ↑  Astour 2002, tr. 61.
54. 1 2 3  Astour 2002, tr. 62.
55. ↑  Gurney 2003, tr. 119.
56. 1 2  Astour 2002, tr. 64.
57. ↑  Astour 2002, tr. 68.
58. 1 2 3  Bryce 2014, tr. 16.
59. ↑  Astour 2002, tr. 65.
60. ↑  Horowitz 1998, tr. 82.
61. ↑  Astour 2002, tr. 72.
62. ↑  Astour 2002, tr. 70.
63. 1 2  Frayne 1993, tr. 132-133.
64. ↑  Podany 2010, tr. 59.
65. ↑  Bretschneider, Van Vyve & Leuven 2009, tr. 7.
66. ↑  Astour 2002, tr. 75.
67. 1 2 3  Astour 2002, tr. 78.
68. ↑  Bryce 2014, tr. 324.
69. ↑  Archi 2015, tr. 26.
70. ↑  Archi 2015, tr. 471.
71. ↑  Dolce 2010, tr. 245.
72. 1 2 3 4 5  Dolce 2010, tr. 252.
73. 1 2 3  Astour 2002, tr. 76.
74. ↑  Astour 2002, tr. 81.
75. ↑  Crawford 2015, tr. 83.
76. ↑  Pinnock 2000, tr. 1405.
77. 1 2 3  Archi 2002, tr. 26.
78. 1 2 3 4  Archi 2002, tr. 25.
79. ↑  Goetze 1953, tr. 103.
80. ↑  Michalowski 1995, tr. 185.
81. ↑  Klengel 1992, tr. 36.
82. ↑  Astour 2002, tr. 87.
83. 1 2  Astour 2002, tr. 132.
84. ↑  Hamblin 2006, tr. 250.
85. 1 2 3  Archi 2002, tr. 24.
86. ↑  Astour 2002, tr. 124.
87. ↑  Bachvarova 2009, tr. 66.
88. ↑  Astour 2002, tr. 153.
89. ↑  Bachvarova 2009, tr. 67.
90. ↑  Weiss 1985, tr. 213.
91. 1 2  Harmanâah 2007, tr. 75.
92. 1 2 3  Bryce 2014, tr. 25.
93. 1 2 3  Hooks 1990, tr. 226.
94. 1 2  Matthiae 2013a, tr. 103.
95. ↑  Klengel 1992, tr. 41.
96. 1 2  Pettinato 1991, tr. 22.
97. ↑  Thuesen 2000, tr. 61.
98. ↑  Feldman 2007, tr. 55.
99. 1 2  Matthiae 2008, tr. 35.
100. ↑  Frayne 1990, tr. 807.
101. ↑  Teissier 1984, tr. 72.
102. 1 2 3 4  Bryce 2009, tr. 211.
103. 1 2  Matthiae 2013a, tr. 106.
104. 1 2  Matthiae 2006, tr. 86.
105. ↑  Astour 1969, tr. 388.
106. ↑  Pettinato 1991, tr. 16.
107. ↑  Hooks 1990, tr. 225.
108. ↑  Cooper 2010, tr. 86.
109. ↑  Pinnock 2007, tr. 110.
110. 1 2  Pinnock 2007, tr. 112.
111. 1 2 3 4  Gilchrist 1995, tr. 537.
112. 1 2  Pinnock 2013, tr. 543.
113. ↑  Dolce 2010, tr. 251.
114. ↑  Matthiae 2013, tr. 40.
115. 1 2  Matthiae 2008, tr. 34.
116. 1 2 3  Bonacossi 2013, tr. 421.
117. ↑  Matthiae 2013, tr. 200.
118. ↑  Akkermans & Schwartz 2003, tr. 295.
119. 1 2  Astour 2002, tr. 164.
120. 1 2 3  Bonacossi 2013, tr. 422.
121. ↑  Peyronel 2008, tr. 177.
122. 1 2  Pinnock 2007, tr. 130.
123. ↑  Michalowski 2003, tr. 465.
124. 1 2  Matthiae 2013, tr. 50.
125. ↑  Matthiae 2008, tr. 37.
126. ↑  Mogliazza & Polcaro 2010, tr. 431.
127. 1 2 3  Suriano 2010, tr. 60.
128. ↑  Matthiae 2013, tr. 53.
129. 1 2 3 4 5  Laneri 2016, tr. 56.
130. 1 2  Matthiae 1997, tr. 270.
131. ↑  Matthiae 1997, tr. 269.
132. 1 2  Matthiae 1989, tr. 303.
133. ↑  Matthiae 1984, tr. 24.
134. 1 2 3 4  Nigro 2009, tr. 161.
135. ↑  Pettinato 1991, tr. 28.
136. ↑  Grajetzki 2013, tr. 173.
137. ↑  Fortin 1999, tr. 173.
138. ↑  Matthiae 2010, tr. 217.
139. 1 2 3  Finer 1997, tr. 172.
140. ↑  Hamblin 2006, tr. 267.
141. 1 2 3 4 5 6  Matthiae 2013, tr. 265.
142. ↑  Cooper 2006, tr. 91.
143. ↑  Pongratz-Leisten 2015, tr. 199.
144. 1 2  Liverani 2013, tr. 122.
145. ↑  Stieglitz 2002, tr. 215.
146. ↑  Matthiae 2013, tr. 260.
147. ↑  Matthiae 2013, tr. 37, 266.
148. ↑  Matthiae 2013, tr. 266.
149. ↑  Biga 2007, tr. 256.
150. ↑  Biga 2014, tr. 94.
151. 1 2  Matthiae 2013, tr. 215.
152. ↑  Kohl 1991, tr. 230.
153. 1 2  Rendsburg 1997, tr. 183.
154. ↑  Bernal 2006, tr. 591.
155. ↑  Faber 2013, tr. 7.
156. ↑  Stiebing Jr 2016, tr. 63.
157. ↑  Gordon 2013, tr. 101.
158. ↑  Dolansky 2013, tr. 66.
159. 1 2  Pettinato 1981, tr. 147.
160. ↑  Shea 1981, tr. 60.
161. ↑  Podany 2010, tr. 34.
162. ↑  Pettinato 1991, tr. 75.
163. ↑  Kuz'mina 2007, tr. 134.
164. 1 2  Matthiae 2013, tr. 436.
165. ↑  Liverani 2013, tr. 127.
166. ↑  Tonietti 2010, tr. 73.
167. ↑  Tonietti 2010, tr. 76.
168. ↑  Eidem, Finkel & Bonechi 2001, tr. 101.
169. ↑  Lönnqvist 2008, tr. 205.
170. ↑  Armstrong 1996, tr. 191.
171. ↑  Kuhrt 1995, tr. 75.
172. 1 2 3  Archi 2002, tr. 31.
173. ↑  Matthiae 2003, tr. 393.
174. ↑  Pettinato 1991, tr. 168.
175. 1 2 3 4  Liverani 2013, tr. 124.
176. 1 2 3  Liverani 2013, tr. 129.
177. ↑  Matthiae 2013, tr. 274.
178. 1 2  Akkermans & Schwartz 2003, tr. 271.
179. ↑  Liverani 2013, tr. 126.
180. ↑  Dahood 1978, tr. 83.
181. ↑  Pettinato 1991, tr. 155.
182. ↑  Aruz 2003, tr. 241.
183. ↑  McNulty & Brice 1996, tr. 246.
184. 1 2 3 4 5  Stieglitz 2002a, tr. 209.
185. 1 2  Stieglitz 2002a, tr. 210.
186. ↑  Stieglitz 2002a, tr. 212.
187. ↑  Frayne 2008, tr. 41-44.
188. ↑  Biga 2014, tr. 100.
189. ↑  Westenholz 1999, tr. 155.
190. ↑  Fleming 2000, tr. 208.
191. ↑  Archi 2002, tr. 28.
192. ↑  Archi 2002, tr. 27.
193. 1 2  Stieglitz 1990, tr. 81.
194. ↑  Astour 1992, tr. 10.
195. ↑  Singer 2000, tr. 223.
196. ↑  Archi 2010, tr. 4.
197. ↑  Archi 1994, tr. 250.
198. ↑  Matthiae 2013a, tr. 102.
199. 1 2 3  Feliu 2003, tr. 8.
200. ↑  Archi 2002, tr. 30.
201. 1 2 3 4  Chavalas 2003, tr. 41.
202. ↑  McBee Roberts 2002, tr. 13.
203. ↑  Fortin 1999, tr. 54.
204. ↑  DeVries 2006, tr. 67.
205. ↑  Kipfer 2000, tr. 334683.
206. ↑  Pitard 2001, tr. 32.
207. ↑  Naveh 1982, tr. 28.
208. ↑  Pettinato 1981, tr. 59.
209. ↑  Zettler 2006, tr. 134.
210. 1 2  Franks 2013, tr. 2.
211. ↑  Biga 2009, tr. 30.
212. ↑  Michalowski 2003, tr. 453.
213. 1 2 3 4 5  Wellisch 1981, tr. 488–500.
214. ↑  Stanley 2007, tr. 141.
215. ↑  Porter 2012, tr. 199.
216. ↑  Liverani 2009, tr. 228.
217. ↑  Moore & Lewis 2009, tr. 34.
218. ↑  McBee Roberts 2002, tr. 12.
219. ↑  Matthiae 2013b, tr. ix.
220. 1 2 3  Chivers 2013, tr. 1.
221. ↑  "Grave Robbers and War Steal Syria's History". The New York Times. Truy cập ngày 2 tháng 12 năm 2020.
222. ↑  Los Angeles Times 2019.
223. ↑  Al-Masdar News.
224. ↑  Al-Masdar News (2).